# گرند کوتاو (لوئیزیانا)
گرند کوتاو (به انگلیسی: Grand Coteau) شهری در ایالت لوئیزیانا کشور ایالات متحده آمریکا است که جمعیت آن در سرشماری سال ۲۰۱۰ میلادی، ۹۴۷ نفر بوده‌است.